# Licuala parviflora
Licuala parviflora är en enhjärtbladig växtart som beskrevs av Carl Lebrecht Udo Dammer och Odoardo Beccari. Licuala parviflora ingår i släktet Licuala och familjen Arecaceae. Inga underarter finns listade i Catalogue of Life.